# Pierre Fraidenraich
Pierre Fraidenraich, né le 25 mai 1965 à Boulogne-Billancourt, est un journaliste français. Il a été dirigeant de télévision et directeur de presse.

## Famille et études
Pierre Fraidenraich suit des études de journalisme au Celsa, département de Paris IV-Sorbonne.

## Carrière
Il débute comme reporter sur la Cinq entre 1987 et 1992, avant de présenter le 12/13 sur France 3.
Proche de l'animateur Arthur, il crée avec ce dernier et Stéphane Courbit une maison de production baptisée Usual Production SARL. 
Fondateur d’InfoSport en 1998, il dirige la chaîne d’information sportive du groupe Canal+ à partir de 2004.
En juin 2008, il devient le directeur général de la chaîne d’information en continu i>Télé, autre filiale du groupe Canal+[réf. nécessaire].
En janvier 2012, Cécilia Ragueneau le remplace tandis qu’il devient directeur des acquisitions du pôle sport de Canal+.
De 2014 à 2019, il est nommé à la direction opérationnelle du journal Libération. Arrivé en mars 2014 dans un contexte de crise très importante pour le journal, qui cherche à se recapitaliser, il est nommé par les actionnaires du journal, en particulier Bruno Ledoux dont il est un ami proche. Il est également le directeur de la nouvelle holding, BLHM Participations (pour Bruno Ledoux Holding Médias) dont le journal est une filiale. Pierre Fraidenraich a pour mission de « passer de Libé à planète Libération », et souhaite axer le développement du titre autour de six pôles : le quotidien, la présence numérique (il souhaite l'instauration d'un paywall, créer un réseau social, développer la vidéo), la télévision (avec une « Libé TV »), l’événementiel, l'incubation de startups « à vocation média », et un «  Flore du XXe siècle  » (qui regroupe un centre culturel, un restaurant, une salle de projection).
De 2016 à 2019, il est le directeur général de BFM Business. 
En juin 2020, appuyé sur les capitaux de CMI France, il fonde avec Stéphane Soumier et Valérie Bruschini une chaîne d'information audiovisuelle nommée B SMART. Il la revend en 2024 à Ficade, fondé et dirigé par Gaël Chervet, qui la rebaptise B Smart 4 Change.
En 2024, il rejoint Orson, cabinet de conseil en stratégie et communication. Il est en outre actionnaire de MediaSchool Group, groupe d’enseignement supérieur aux métiers de l’information et de la communication fondé et présidé par Franck Papazian, par ailleurs propriétaire de CB News.
En 2025, il co-fonde avec Michel Cymes, Franck Cymes et Valérie Bruschini une chaine de télévision spécialisée dans la santé et le bien-être baptisée Mieux 

## Polémiques
En 2014, sa nomination à la tête de Libération est mal accueillie par la rédaction du journal, qui l'apprend par voie de presse.
En mars 2019, La Lettre A, quotidien spécialisé dans les médias, révèle qu'un forum au Gabon est grassement financé par un service de la présidence gabonaise. Le projet de forum, vise, selon Laurent Mauduit, à utiliser Libération dans le cadre d'un plan de communication d’Ali Bongo, « pour redorer son blason ». La Société des personnels refuse de s'associer au projet, mais finit par s'incliner sous la pression de la direction du journal. Le quotidien aurait reçu 450 000 euros pour sa prestation, tandis que ses actionnaires auraient empoché trois millions d’euros. Pierre Fraidenraich présente sa démission du groupe Altice après ces révélations. Lui et Laurent Joffrin, alors directeur de la rédaction, sont entendus comme témoins dans une enquête ouverte par le Parquet national financier concernant cet événement,.

## Autres
Membre du Siècle depuis 2012, il est selon Libération un proche de Nicolas Sarkozy.